# Etchalar
Etxalar - Echalar
Etchalar (officiellement Etxalar en euskara ou Echalar en espagnol), est une ville et une municipalité de la Communauté forale de Navarre (Espagne).
Elle est située dans la zone bascophone de la province où la langue basque est coofficielle avec l'espagnol, et une population parlant le basque qui représentait 90.26 % en 2010.
Le village est situé à 73,6 kilomètres de sa capitale, Pampelune. Le secrétaire de mairie est aussi celui de Larraun.

## Toponyme

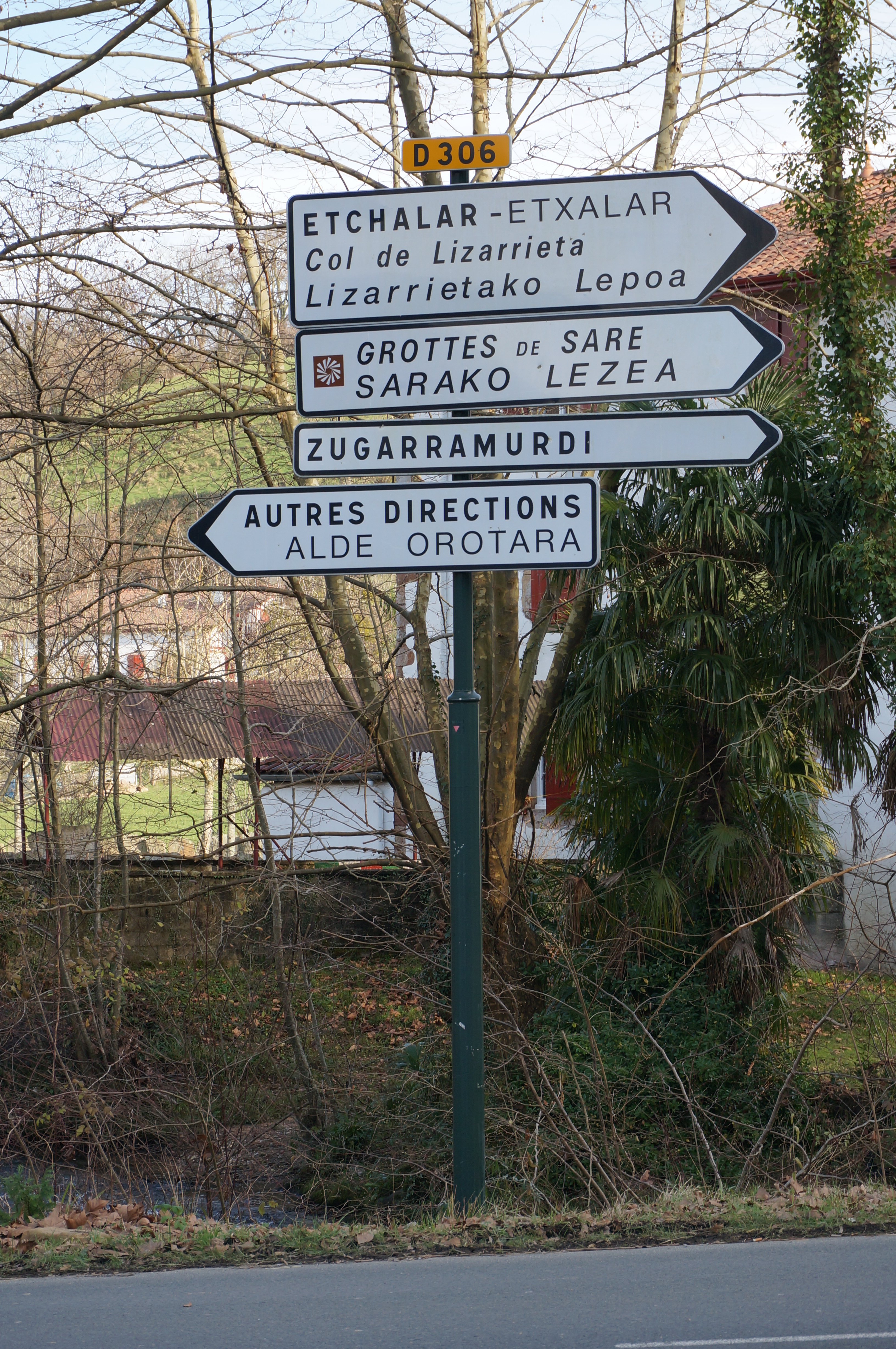
Graphie française d'Etchalar sur un Panneau de la D306.

Le nom officiel du village est Etxalar, d'après la graphie en basque. Le nom du village s'écrit Echalar en castillan. L'usage en français est « Etchalar », graphie qui transcrit ces deux langues.
Il apparaît pour la première fois dans un document de 1280. L'étymologie la plus répandue et probable fait dériver ce mot de l'expression pacage de la maison en euskara. Il viendrait pourtant de etxa (variante de etxe, maison) et larr(e) (pacage, pâturage).
Dans la décennie 80, on change le nom par Etxalar, qui est le même toponyme mais plus adapté aux normes orthographiques modernes de la langue basque.

## Division linguistique
En accord avec Loi forale 18/1986 du 15 décembre sur le basque, la Navarre est linguistiquement divisée en trois zones. Cette municipalité fait partie de la zone bascophone où l'utilisation du basque y est majoritaire. Le basque et le castillan sont utilisés dans l'administration publique, les médias, les manifestations culturelles et en éducation cependant l'usage courant du basque y est majoritaire et encouragé le plus souvent.

## Démographie
| Évolution démographique                                 | Évolution démographique | Évolution démographique | Évolution démographique | Évolution démographique | Évolution démographique | Évolution démographique | Évolution démographique | Évolution démographique | Évolution démographique | Évolution démographique |
| 1996                                                    | 1998                    | 1999                    | 2000                    | 2001                    | 2002                    | 2003                    | 2004                    | 2005                    | 2006                    | 2007                    |
| ------------------------------------------------------- | ----------------------- | ----------------------- | ----------------------- | ----------------------- | ----------------------- | ----------------------- | ----------------------- | ----------------------- | ----------------------- | ----------------------- |
| 837                                                     | 812                     | 791                     | 789                     | 793                     | 788                     | 801                     | 803                     | 801                     | 799                     | 801                     |
| Sources: Etxalar et instituto de estadística de navarra |                         |                         |                         |                         |                         |                         |                         |                         |                         |                         |

## Personnalités
- Manuel Aznar Zubigaray (1894-1975): journaliste, politique et diplomate. Grand-père de José María Aznar.
- Salvador Vergara, Bergara II (1952): pelotari.

## Légendes
Le fameux et universel personnage de Carmen, protagoniste de la nouvelle éponyme de Prosper Mérimée, qui en son temps a inspiré l'opéra de Georges Bizet, qui a donné de nombreuses adaptations dans le monde cinématographique et littéraire était originaire d'Etxalar. C'est du moins ce qu'elle prétendait au navarrais José, l'autre protagoniste de cette nouvelle. On n'arrive pas a distinguer si réellement Carmen est d'Etxalar ou si elle l'invente pour enjôler celui-ci. De toute manière, Carmen, personnage clairement fictif, serait l'Etxalartarra la plus célèbre dans le monde.

### Sources
- (es) Cet article est partiellement ou en totalité issu de l’article de Wikipédia en espagnol intitulé « Echalar » (voir la liste des auteurs).